# Deracolliery Township
Deracolliery Township là một thị trấn thống kê (census town) của quận Anugul thuộc bang Orissa, Ấn Độ.

## Nhân khẩu
Theo điều tra dân số năm 2001 của Ấn Độ, Deracolliery Township có dân số 18.583 người. Phái nam chiếm 55% tổng số dân và phái nữ chiếm 45%. Deracolliery Township có tỷ lệ 77% biết đọc biết viết, cao hơn tỷ lệ trung bình toàn quốc là 59,5%: tỷ lệ cho phái nam là 82%, và tỷ lệ cho phái nữ là 71%. Tại Deracolliery Township, 12% dân số nhỏ hơn 6 tuổi.